# Santa Bibiana (Bernini)
Santa Bibiana è una statua di Gian Lorenzo Bernini realizzata tra il 1624 e il 1626 e ubicata presso la chiesa di Santa Bibiana a Roma. Fu commissionata da papa Urbano VIII, che lo aveva inoltre incaricato di ricostruire l'omonima chiesa dedicata alla santa. Nel 2018, durante un trasloco, è stato danneggiato l'anulare della mano destra, poi ripristinato pochi mesi dopo.

## Storia
La statua fu commissionata da papa Urbano VIII a Gian Lorenzo Bernini in occasione del completo rifacimento della chiesa di Santa Bibiana all'Esquilino, primo incarico architettonico del Bernini. La realizzazione, curata dallo stesso artista, iniziò nel 1624 e fu conclusa due anni dopo nel 1626.
Nel 2017, in occasione di una mostra sul Bernini presso la galleria Borghese, la statua fu temporaneamente esposta presso il museo dopo un attento restauro. Durante il viaggio di ritorno nel corso dell'anno successivo, più precisamente durante il riposizionamento della statua all'interno della chiesa, gli operatori hanno provocato accidentalmente il distacco del dito anulare della mano destra, anche se quest'ultimo non si è danneggiato ulteriormente. Tuttavia, dopo pochi giorni, il dito è stato riposizionato grazie ad un ulteriore restauro portato avanti dall'azienda Conservazione Beni Culturali (CBC).

## Descrizione
La statua di santa Bibiana è la prima di una lunga serie di opere a tema sacro commissionata al Bernini con l'intento di far meditare i fedeli sul significato del martirio. La scultura si trova, infatti, all'interno di una nicchia posta nell'altare centrale, contenente le reliquie della santa titolare, della madre Drafusa e della sorella Demetria, anche loro martirizzate.
Bernini rappresenta Bibiana nell'attimo precedente al martirio, dando massimo rilievo alla sua tensione psicologica. A differenza però di altre opere dello scultore, in questo caso il turbamento interiore della donna non è reso con accentuate torsioni o pose dinamiche, in quanto la figura appare statica, dritta in piedi appoggiata alla colonna del martirio, con una leggera torsione del busto rispetto alle gambe, una mano aperta verso l'esterno e l'altra a tenere la palma del martirio, la testa e lo sguardo (simile a quello delle sante di Guido Reni) rivolti in alto, nella cui direzione, sul soffitto, è affrescata l'immagine di Dio Padre.
Tuttavia la drammatica agitazione di Bibiana è ravvisabile nelle increspature delle vesti scosse dal suo incontenibile sgomento, magnifico esempio di virtuosismo barocco, che in parte contrastano con la relativa compostezza della figura. La complessità dell'esperienza spirituale vissuta dalla santa è evidente anche dal suo volto, rapito in espressione mistica, che rende perfettamente il trasporto interiore della protagonista.
Infine la scelta di inserire la statua di marmo bianco dentro una piccola nicchia scura consente di distinguere l'immagine della santa collocandola in un ambiente distinto dal resto della chiesa, avvolto in una luce più tenue, che crea un gioco di penombre in grado di dare maggiore risalto alle sinuose pieghe dei panneggi.